# Hoppets drakar
Hoppets drakar är den fjärde boken i fantasyserien Draklanskrönikan. Författare är Margaret Weis och Tracy Hickman.